# Cepljenje (usnje)
Cepljenje je postopek pri izdelavi usnja.
Različno usnje mora imeti z ozirom na svoj namen različno debelino, a sama golica je neenakomirno debela. Zato golico »cepijo«, da pridobijo enakomirno debelino kože. V ta namen uporabljajo cepilne stroje na tračni nož. Pri cepljenju je potrebna spretnost in pazljivost, ker lahko sicer povzročijo veliko in nepopravljivo škodo. Cepljeno usnje imenujemo cepljenec.